# Popis mjesta svjetske baštine u Sjevernoj Americi
Ovo je UNESCO-ov popis mjesta svjetske baštine u Sjevernoj Americi. Mjesta koja su obilježena zvjezdicom (*) se također nalaze na popisu ugroženih mjesta svjetske baštine.

## Antigva i Barbuda(1)
1. 2016. – Pomorsko brodogradilište i pripadajući lokailteti na Antigvi

## Barbados(1)
1. 2011. – Povijesni dio Bridgetowna

## Belize(1)
1. 1996. – Belizejski koraljni greben *

## Danska(3)
1. 2004. – Fjord Ilulissat na Grenlandu
2. 2017. – Kujataa Grenland: nordijske i inuitske farme na rubu ledene kape
3. 2018. – Aasivissuit – Nipisat, Inuitsko lovno područje između mora i leda

Za druga danska zaštićena mjesta vidjeti: Popis mjesta svjetske baštine u Europi

## Dominika(1)
1. 1997. – Nacionalni park Morne Trois Pitons

## Dominikanska Republika(1)
1. 1990. – Kolonijalni dio grada Santo Domingo

## Gvatemala(4)
1. 1979. – Antigua Guatemala
2. 1979. – Nacionalni park Tikal
3. 1981. – Arheološki park Quirigua
4. 2023. - Nacionalni arheološki park Tak'alik Ab'aj

## Haiti(1)
1. 1982. – Povijesni nacionalni park Haitija s citadelom Laferrière, dvorcem Sans Souci i ruševinama utvrda Ramiersa

## Honduras(2)
1. 1980. – Ruševine Maya u Copánu
2. 1982. – Rezervat biosfere Rio Plátano

## Jamajka(1)
1. 2015. – Plavo i John Crow gorje

## Kostarika(4)
1. 1983. – Zaštićeno brdovito područje Talamanca i nacionalni park La Amistad
2. 1997. – Nacionalni park Kokosov otok
3. 1999. – Zaštićena područja Guanacastea
4. 2014. – Glavna naselja i kamene kugle kulture Diquís

## Kuba(9)
1. 1982. – Stara Havana sa svojim utvrdama
2. 1988. – Trinidad, tvornica šećera u Valle de los Ingenios
3. 1997. – Utvrda San Pedro de la Roca, Santiago de Cuba
4. 1999. – Nacionalni park Desembarco del Granma
5. 1999. – Kultivirana dolina Viñales
6. 2000. – Arheološki krajolik prvih plantaža kave na Kubi
7. 2001. – Nacionalni park Alexandra von Humboldta
8. 2005. – Povijesno srdište grada Cienfuegosa
9. 2008. – Povijesno središte grada Camagüeya

## Nikaragva(2)
1. 2000. – Ruševine grada León Viejo ("Stari León")
2. 2011. – Katedrala u Leónu (Nikaragva)

## Panama(5)
1. 1980. – Utvrde na karipskoj obali Paname: Portobelo i San Lorenzo
2. 1981. – Nacionalni park Darién
3. 1983. – Gorje Talamanca i Internacionalni park La Amistad
4. 1997. – Arheološko nalazište Panamá Viejo i povijesno središte grada Panamá
5. 2005. – Nacionalni park Coiba i njegovo posebno zaštićeno pomorsko područje

## Salvador(1)
1. 1993. – Ruševine Joya de Ceren

## Sveti Kristofor i Nevis(1)
1. 1999. – Nacionalni park i utvrda Brimstone Hill

## Sveta Lucija(1)
1. 2004. – Zaštićeno prirodno područje Pitons

## Ujedinjeno Kraljevstvo
1. 2000. – Grad St. George na Bermudima

Za druga zaštićena područja Ujedinjenog Kraljevstva vidi: Popis mjesta svjetske baštine u Europi i Popis mjesta svjetske baštine u Australiji i Oceaniji